# Феофіл (Раєв)
Феофіл Раєв (*1737, Новгород-Сіверський — †23 грудня 1811, Тамбов) — український релігійний діяч, місіонер у Мокшанії та Ерзянь Мастор. Випускник Чернігівського колеігуму. Бібліофіл. Ректор Новгородської духовної семінарії на Московщині.
Єпископ Відомства православного сповідання Російської імперії, єпископ Тамбовський і Шацький.

## Біографія
Народився в 1737 році в Новгород-Сіверську на Гетьманщині. Втративши батьків ще в ранньому дитинстві, перебував у великій нужді. Світське ім'я — не відоме. Згідно деяких свідчень був нащадком збіднілого дворянина Матвія Камардіна.
Навчався в архієрейській школі, закінчив Чернігівський колегіум, а потім у Києво-Могилянську академію. Прізвище «Раєв» часто давали в семінаріях чи академії сиротам-вихованцям.
1762 р. пострижений у чернецтво і висвячений у сан ієродиякона. Того ж року направлений на береги Волхова, в Антоніїв монастир — учителем нижчого відділення Новгородської духовної семінарії, де трудився з особливим «тщанием». З дозволу митрополита Новгородського і Великолуцького Димитрія (Сеченова), ієродиякон Феофіл викладав також німецьку мову і географію «здібним учням». 1763-го переведений до класу інфими, 1765 — граматики, 1766 — синтаксими, 1769 — піїтики.

### Священик
27 липня 1769 в Санкт-Петербурзі висвячений на ієромонаха.
29 вересня 1770 призначений префектом Новгородської духовної семінарії, 13 липня 1774 року — її ректором.
18 липня 1774 призначений настоятелем Новгородського Антонієвого монастиря із возведенням у сан архімандрита і присутністю в духовної консисторії.
1780 викликаний до Санкт-Петербурга на чергу священнослужіння і проповіді слова Божого. Був присутній в Санкт-Петербурзькій духовній консисторії.
У липні 1782 призначений в Новгородський Хутинський монастир, із звільненням від посади ректора семінарії. У наступні роки двічі виконував у ній обов'язки ректора.

### Єпископ Староруський
15 березня 1787 р. в Новгородській єпархії було засновано Староруське вікаріатство і першим єпископом староруським був призначений архімандрит Феофіл. При цьому вікарному староруському єпископу заборонялося мати власний кафедральний собор, консисторію. Вікарій повинен був управляти справами єпархії під керівництвом свого правлячого єпископа.
Його хіротонія відбулася 21 квітня 1787 в Царському Селі.

### Діяльність у мокшанських та ерзянських землях
6 травня 1788 переведений на самостійну Тамбовську і Шацьку єпархію, яка обіймала території двох корінних фіно-угорських народів — мокшан та ерзян.
Був учнем митрополита Новгородського Гавриїла, що наклало відбиток і на стиль керівництва єпархією і на всю його діяльність. Йому було притаманне прагнення до корінних перетворень і фанатичної бюрократизації усіх сторін єпархіального життя.
За довгий час управління Тамбовською єпархією, що тривала 22 роки, єпископ Феофіл побудував нові приміщення для духовної семінарії, звів багато церков і монастирів, запровадив нові порядки в консисторії. За єпископа Феофіла почав працювати указ Святійшого Синоду про звільнення священнослужителів від тілесних покарань.
Пам'ятний єпископ Феофіл і своєю добродійністю. 1808 пожертвував тисячу рублів на утримання сиріт, що навчалися в Україні, у Києво-Могилянській академії.
У червні 1810 єпископ Феофіл тимчасово керував Воронезькою єпархією.
14 грудня 1811 пережив апоплексичний удар, а 22 грудня — помер. По собі залишив цінну бібліотеку.